# Pinguicula jaumavensis
Pinguicula jaumavensis är en tätörtsväxtart som beskrevs av P. Debbert. Pinguicula jaumavensis ingår i släktet tätörter, och familjen tätörtsväxter. Inga underarter finns listade i Catalogue of Life.

## Bildgalleri

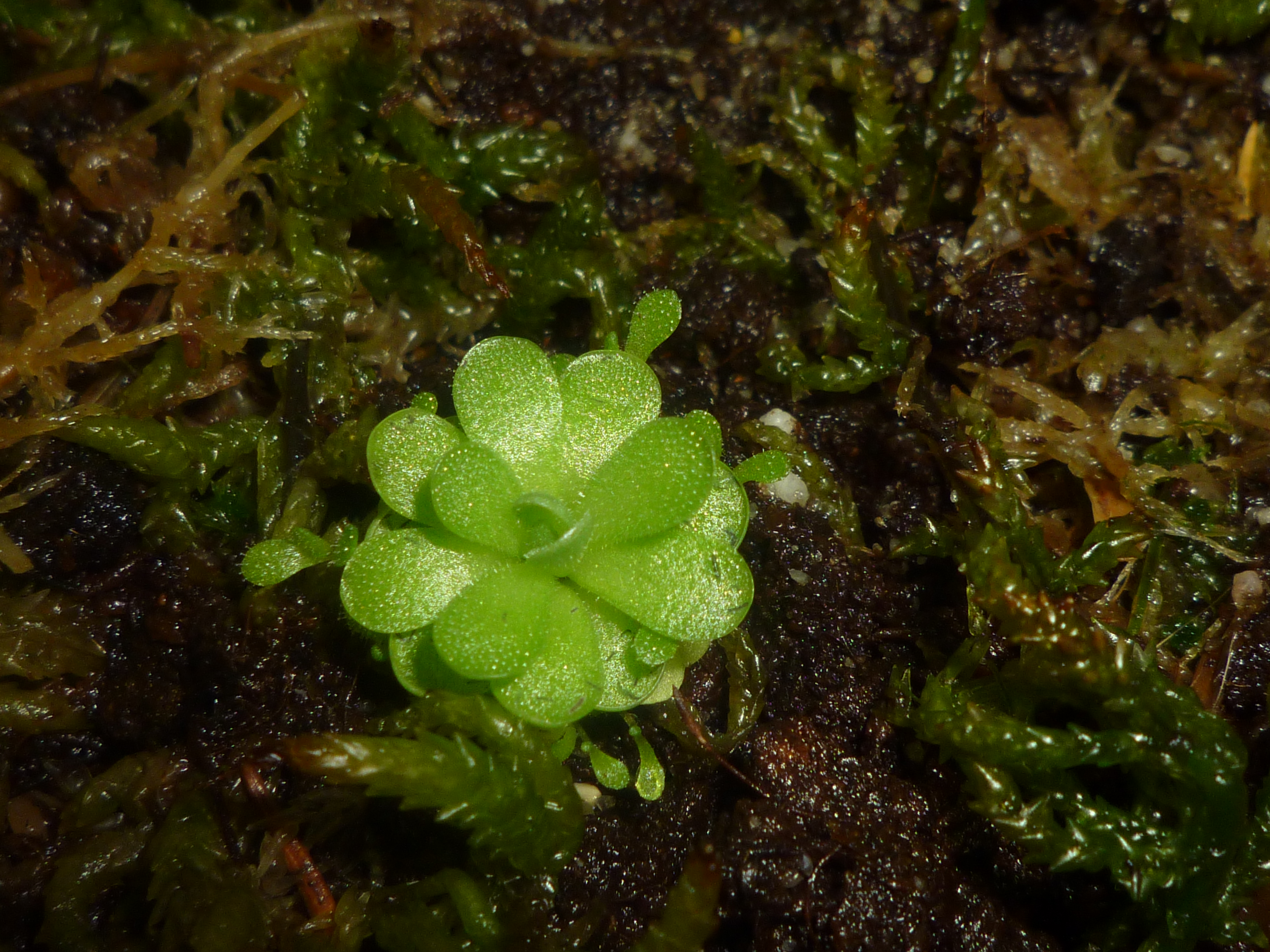